# کامیل سمنیوک
کامیل سمنیوک (لهستانی: Kamil Semeniuk؛ زادهٔ ۱۶ ژوئیهٔ ۱۹۹۶) بازیکن والیبال اهل لهستان است.
از باشگاه‌هایی که در آن بازی کرده‌است می‌توان به زاکسا کیدژیرژن کوژله اشاره کرد.